# Martin Ferrero
Martin Ferrero (Brockport, 29 de setembro de 1947) é um ator estadunidense de cinema e teatro. É conhecido por interpretar Donald Gennaro em Jurassic Park.

## Vida e carreira
Ferrero nasceu em Brockport, em Nova York. Ele se juntou ao Teatro de atores da Califórnia, em Los Gatos, Califórnia. Em 1979, ele se mudou para Los Angeles e começou a atuar em Hollywood. Martin é conhecido pela sua atuação marcante interpretando o advogado Donald Gennaro em Jurassic Park (1993). Na década de 1980, ele atuou duas vezes na série de TV Miami Vice, interpretando Izzy Moreno e no episódio piloto, interpretando Trini DeSoto. Ele também atuou em um episódio da terceira temporada de Cheers, fazendo o papel de um garçom italiano. Além disso, Ferrero apareceu em Get Shorty (1995), Gods and Monsters (1998), e The Tailor of Panama (2001).
Em 1996, ele adotou uma criança da Guatemala e tem esperanças de que seu filho se tornará um prodígio de beisebol. Seu filho está na escola e está sendo treinado pelos melhores treinadores de beisebol da faculdade.
Em 2008, Ferrero se tornou membro da Antaeus Company, uma companhia de teatro de Los Angeles. Em 2011, Ferrero reprisou o papel de Donald Gennaro em uma paródia de Jurassic Park feita pelo site CollegeHumor.

## Filmografia

### Filmes
| Ano  | Título                       | Papel                     |
| ---- | ---------------------------- | ------------------------- |
| 1981 | Knightriders                 | Bontempi                  |
| 1982 | I Ought to Be in Pictures    | Monte Del Rey             |
| 1986 | Modern Girls                 | Diretor do vídeo          |
| 1987 | Planes, Trains & Automobiles | Funcionário do motel      |
| 1988 | High Spirits                 | Malcolm                   |
| 1991 | Oscar                        | Luigi Finucci             |
| 1992 | Stop! Or My Mom Will Shoot   | Paulie                    |
| 1993 | Jurassic Park                | Donald Gennaro            |
| 1995 | Get Shorty                   | Tommy Carlo               |
| 1995 | Heat                         | Funcionário da construção |
| 1998 | Gods and Monsters            | George Cukor              |
| 2001 | Air Bud: World Pup (Vídeo)   | Snerbert                  |
| 2001 | The Tailor of Panama         | Teddy, o Repórter         |

### Televisão
| Ano       | Título                 | Papel                          | Notas                                                   |
| --------- | ---------------------- | ------------------------------ | ------------------------------------------------------- |
| 1979      | The Ropers             | Salesman                       | Episódio: "Puppy Love"                                  |
| 1979      | Soap                   | Garçom                         | Episódio: "Episode #3.6"                                |
| 1981      | M*A*S*H                | Homem ferido no jeep           | Episódio: "That's Show Biz"                             |
| 1984–1989 | Miami Vice             | Izzy Moreno Trini DeSoto       |                                                         |
| 1988      | L.A. Law               | Julius Goldfarb/The Salamander | Episódio: "Leapin' Lizards"                             |
| 1990      | Shannon's Deal         | Lou Gondolf                    |                                                         |
| 1996      | Nash Bridges           | Vincenzo 'Vince' Diamond       | Episódio: "Javelin Catcher"                             |
| 1997      | The Practice           | Sam Feldberg                   | Episódio: "Save the Mule"                               |
| 1998      | The X-Files            | Atirador                       | Episódio: "The End"                                     |
| 2000      | Ali: An American Hero  | Angelo Dundee                  | Filme de TV                                             |
| 2011      | CollegeHumor Originals | Donald Gennaro                 | Episódio: "Jurassic Park Character's Awful Realization" |